# غزو حول العصب

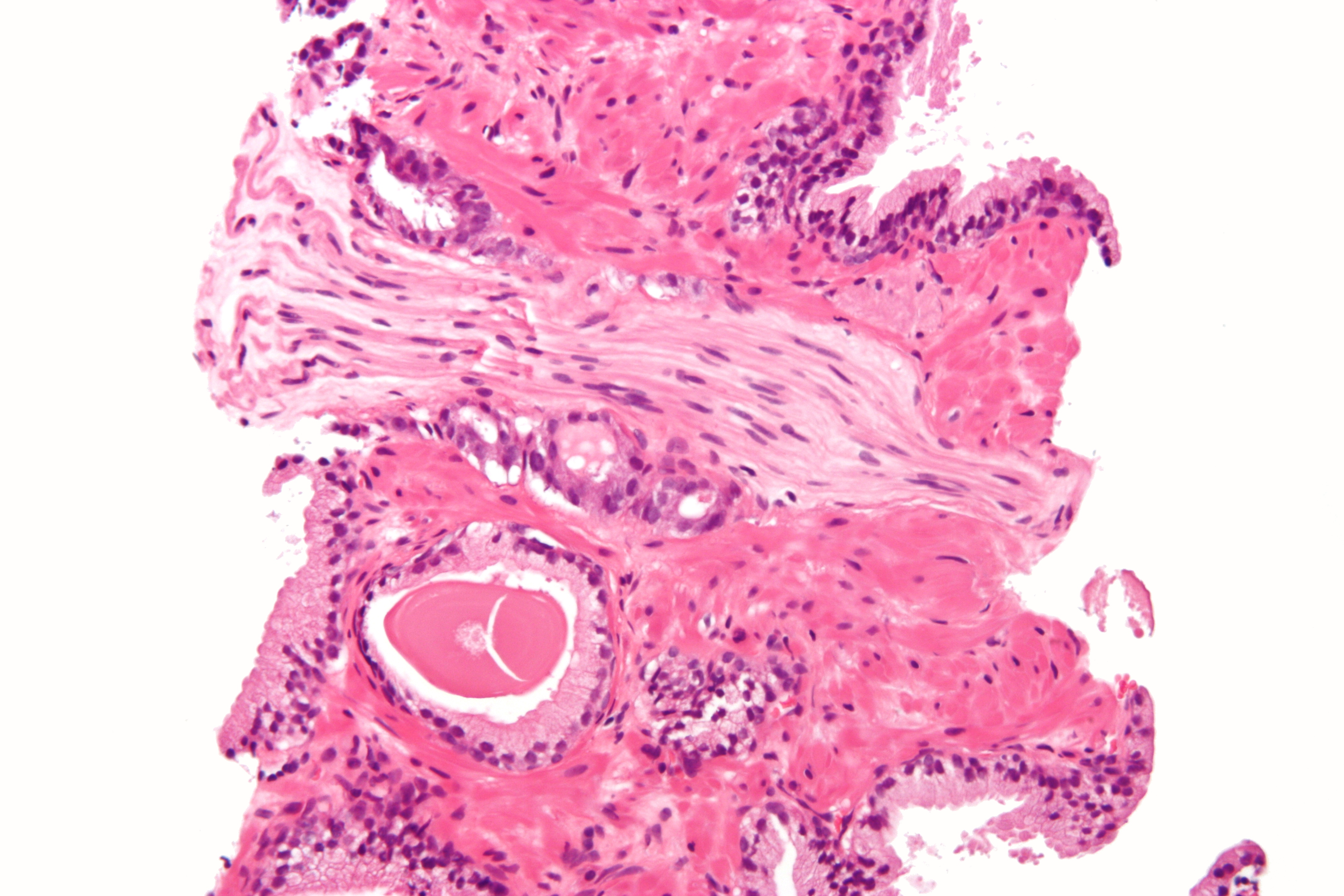
صورة مجهرية تُظهر سرطان البروستاتة (وهو سرطان غدي تقليدي) مع أعراض غزو حول العصب. وذلك باستخدام صبغة الهيماتوكسيلين والأيوزين.

يُشير مصطلح غزو حول العصب، واختصاره PNI في علم الأمراض إلى انتشار السرطان في الأنسجة المحيطة بـالعصب. وهو شائع في سرطان الرأس والرقبة، وسرطان البروستاتة، وسرطان القولون والمستقيم.

## الخطورة
يصعب التكهن عادةً بالسرطانات ذات الغزو حول العصب، حيث يُعتقد أنه إشارة على امتداد الأنسجة حول العصب، الأمر الذي يجعل استئصال الأورام الخبيثة أكثر صعوبة.

### سرطان البروستاتة
يكون التكهن بالغزو حول العصب عن طريق الخزعة بالإبرة غير مُجدي في سرطان البروستاتة؛ ومع ذلك، ففي عينات استئصال البروستاتة لا يتضح إذا ما إذا كانت تحتوي على تشخيصٍ أسوأ.
وفي إحدى الدراسات، تم اكتشاف غزو حول العصب في عينات ما يقرب من 90٪ من جراحات الاستئصال الجذري للبروستاتة، وقد كان من الصعب التكهن بالغزو حول العصبي خارج البروستاتة، ومع ذلك، هناك خلافات حول ما إذا كان للغزو حول العصب أهمية تشخيصية في الأورام السرطانية الخبيثة.

## صور إضافية

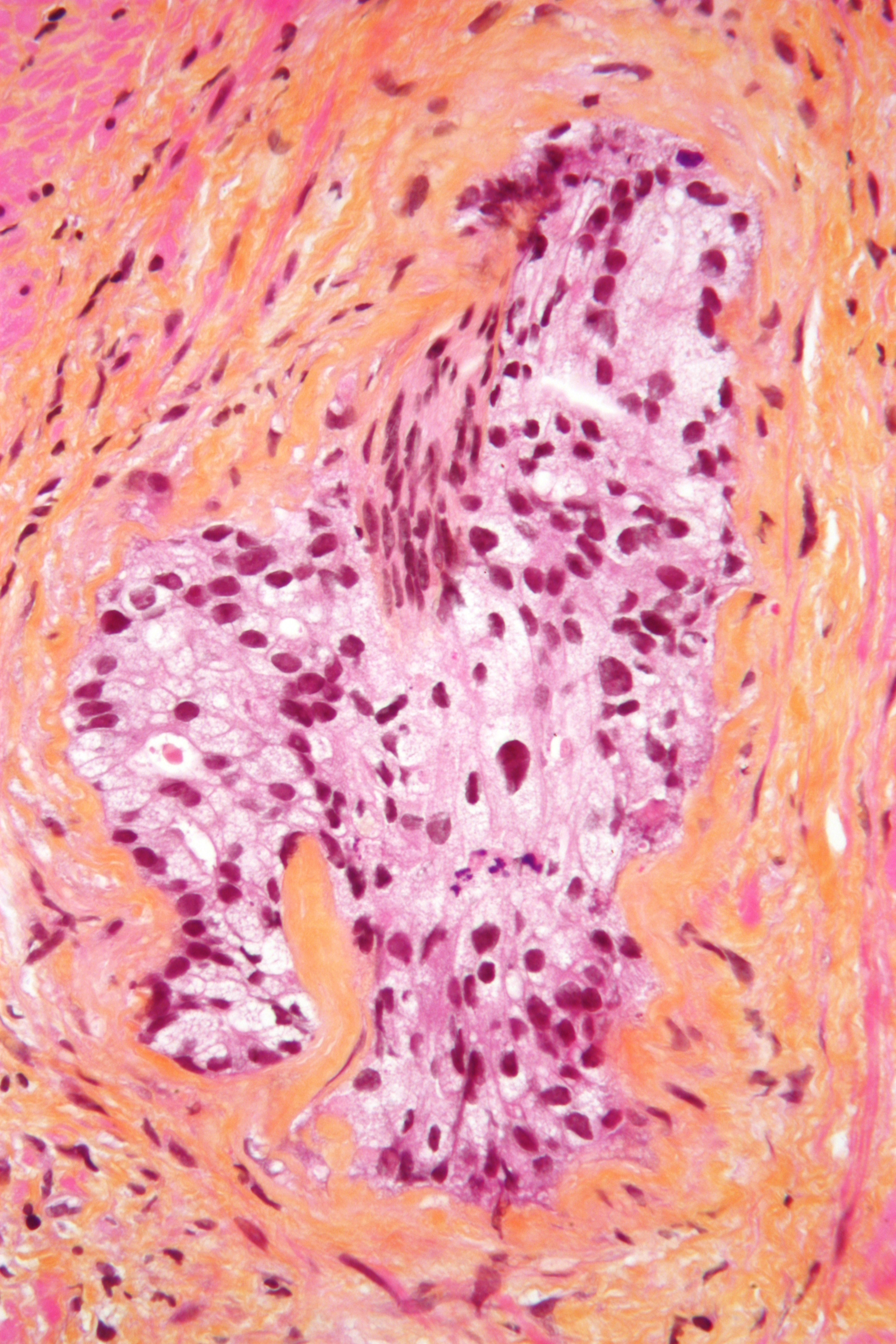
صورة مجهرية توضح الغزو حول العصب. صبغة الهيماتوكسيلين والأيوزين.